# 성 각본
성각본(性脚本, 영어: Sexual script)은 인간의 성적 경험을 사회적인 상호작용으로서 이해하는데 도움을 주는 새로운 비유법이다.
이 개념은 사회학자 개그넌(John H.Gagnon)과 사이몬(William Simon)의 1973년 저서 'Sexual Conduct'에서 처음으로 소개 되었다. 이 개념은 3가지 측면의 분류를 강조한다 : 문화/역사적, 사회/상호작용적 그리고 대인적/정신 내부적으로.
이개념은 상징적 상호작용론, 페미니즘을 포함한 이론들에서 다루어진다. 성 각본 이론은 인간의 성을 연구하는데 도움이 되는 사회학적, 문화적, 문화인류학적, 역사적 그리고 사회 심리학적 도구들을 제공한다.

## 개요
성 각본은 인간의 성이 지니고 있는 의미와 상징성의 중요성을 말한다. 개그넌과 사이몬에 따르면, 이 각본은 3가지 층에서 다뤄 질 수 있다 : '문화적 시나리오', '대인관계적 시나리오' 그리고 '정신내부적 시나리오'가 그것이다. 문화적 시나리오는 다양한 역사적 시기들과 사회적 변화와 관련되어 있다. 대인관계적 시나리오는 상호작용과 관련되어 있다. 그리고 정신내부적 시나리오는 개인의 성적 관심사나 형상화가 일어나는 방식들을 지칭한다.
성 각본 개념은 적합한 성적 행동을 정의하는데 가이드라인을 제공한다.

## 성 각본의 효과
성 각본 개념에 언급된 몇몇 특성들은 성폭력의 위험성을 증가시킬 수 있다고 밝혀졌다. 알코올의 과도한 섭취, 성적의도와 많은 성적 경험에 대한 잘못된 의사 전달과 같은 것들을 통하여 이러한 특성들이 성폭력으로 이르게끔 한다.

## 섹슈얼리티
섹슈얼리티란 성적 자극과 관련된 행동에 대한 인간의 행동이다. 섹슈얼리티는 유전적으로 내제된 생물학적 성별, 성을 향한 사회가 요구하는 역할, 그리고 성 의식, 성욕 등 성과 관련된 다양한 의미를 포괄하는 용어이다.

## 성 역할
성 역할 이론(Gender Schema Theory)은 또한 성 각본에서 중요한 역할을 수행한다. 여러 연구들이 남성과 여성은 아주 어린 나이때부터 다른 방식으로 상호작용을 한다는 것을 보여주었기 때문이다. 1991년에, Martha Boston 과 Gary Levy는 그들의 연구에 대한 관찰을 통하여, 아주 어린 나이대인 미취학 아동이 자신의 성 각본을 아주 잘 이해하고 있다는 것을 발견하였다. "그들 문화의 성역할 고정관념에 대한 지식을 습득하는 것 뿐만 아니라, 어린 아이들은 또한 그들 삶에서 여러 방면에 내재된 성별 분업적 태도, 선호, 그리고 행동들을 보인다."

## 참조
1. ↑  Barbara Krahe; Steffen Bieneck; Renate Scheinberger-Olwig| "The role of sexual scripts in sexual aggression and victimization"|2007년 10월
2. ↑  Lisa Serbin,Kimberly Powlishta,Judith Gulko| The Development of Sex Typing in Middle Childhood | 1993